# León Rugby Club
León Rugby Club es un club de rugby con sede en la ciudad de León perteneciente a la 'Federación de rugby de Castilla y León' y que actualmente juega en la Primera División Regional de Castilla y León.

## Historia

### Orígenes
El León Rugby Club fue fundado el 25 de octubre de 1974, siendo el primer club de rugby de la ciudad.

### Disolución y refundación
En la temporada 1990-91 el club desaparece. Tras este acontecimiento, el rugby de León busca crear nuevos proyectos de donde surgen distintos clubes como son el 'C.D. Rugby León' y el 'C.D. Rugbiers'. 
En la temporada 2015-16, estos clubes se unen y se decide a recuperar el nombre de León Rugby Club, refundando así el club.

### Temporada 2021-22
En la temporada 2021-22 se proclamó campeón de Castilla y León disputando la fase de ascenso pero sin llegar a conseguir materializarlo. 

### Temporada 2023-24
Finalizó la temporada consiguiendo una 5ª posición y acumulando 4 partidos ganados y 3 perdidos.

### Actualidad
Actualmente, el León Rugby Club sigue compitiendo en la Primera División Regional de Castilla y León.

## Instalaciones y desarrollo comunitario
El club juega sus partidos como local en el Área deportiva de Puente Castro, un espacio que ha sido su hogar durante muchos años y que es un punto de encuentro para los aficionados al rugby en León. Las instalaciones han ido mejorando con el tiempo, permitiendo un desarrollo adecuado de todas las categorías y una infraestructura que favorece tanto la práctica del rugby como la organización de eventos deportivos.
A lo largo de su historia, el León Rugby Club ha trabajado no solo en la competición, sino también en la promoción del rugby en la comunidad leonesa. Ha colaborado con escuelas, institutos y otras instituciones para llevar el deporte a más jóvenes y fomentar una cultura de rugby en la región.
Cuenta con equipos masculinos, femeninos y juveniles en diversas categorías. Mantiene su compromiso con la formación de jugadores jóvenes y la promoción del rugby en la región, siendo un referente del rugby en Castilla y León.